# Монастырь Матери Божьей (Лиссабон)
Монастырь Матери Божьей в Лиссабоне (порт. Convento da Madre de Deus de Lisboa) — монастырь в восточной части Лиссабона, ранее принадлежавший ордену Клариссинок. В настоящее время в монастыре расположен Национальный музей керамики. Здания монастыря признаны национальным памятником архитектуры.

## История

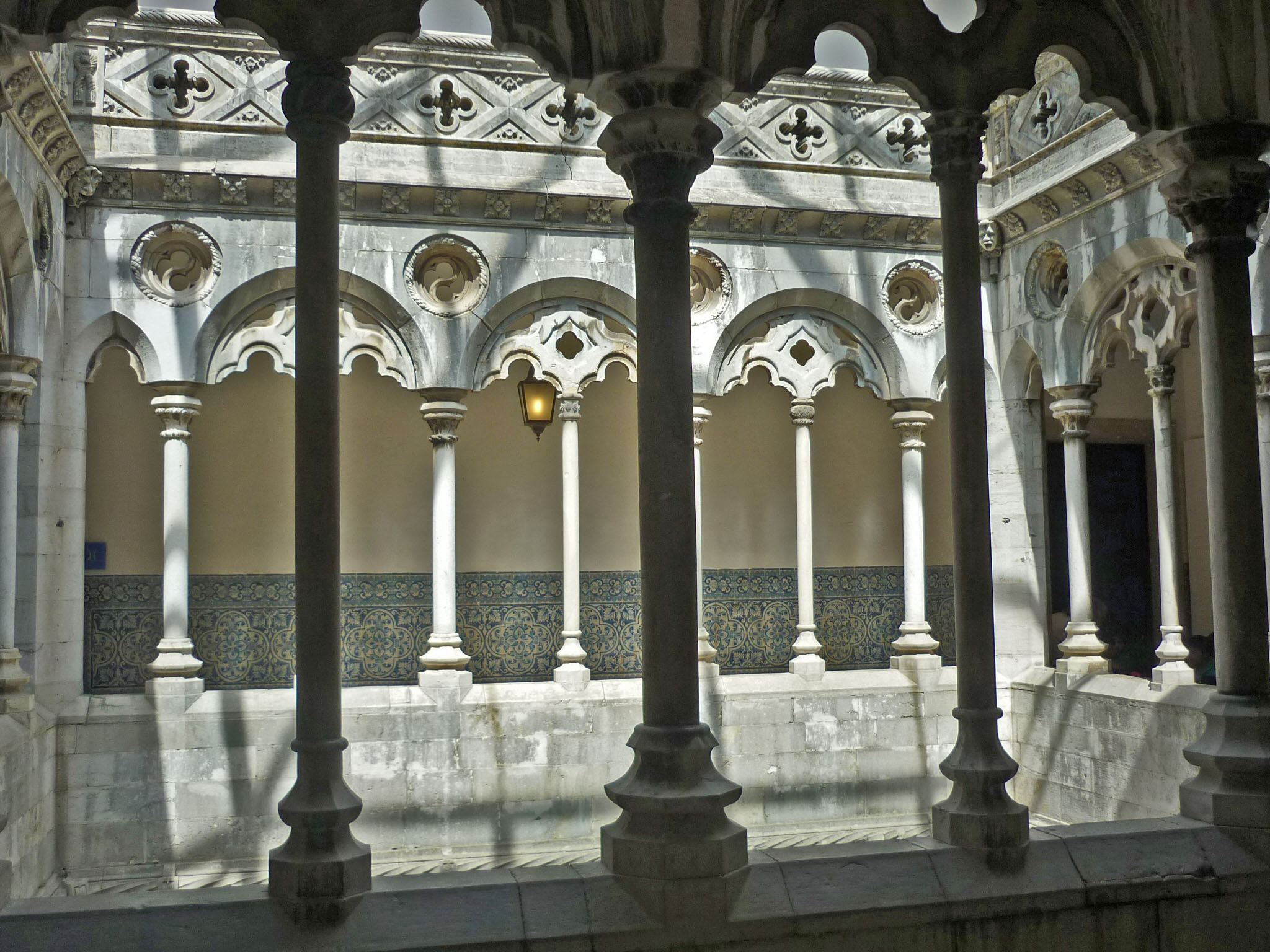
Клуатр монастыря Матери Божьей

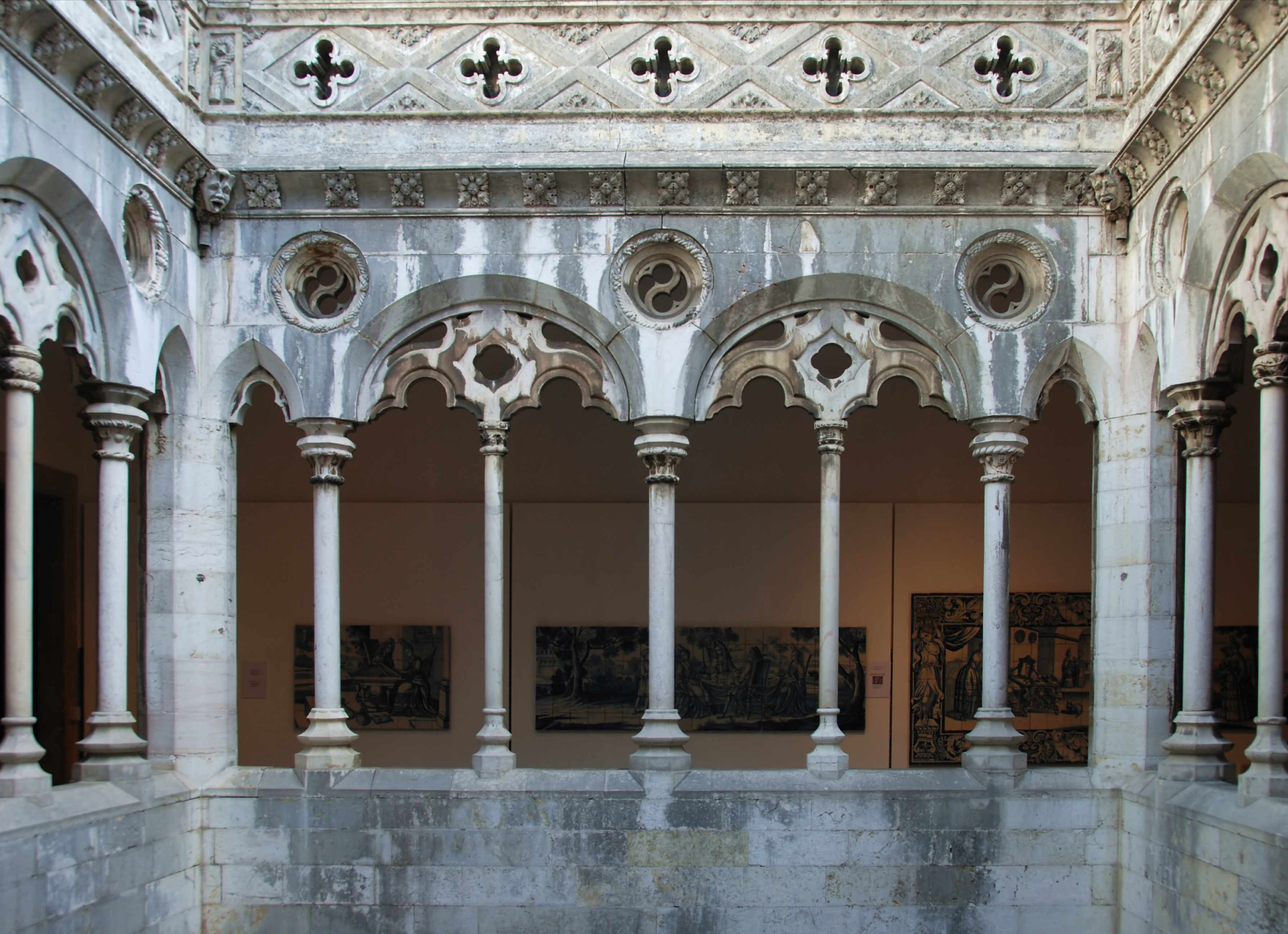
Внутренний двор монастыря

Строительство монастыря началось в 1509 году по велению жены короля Португалии Жуана II Леоноры Ависской. В 1550 году по приказу короля Жуана III была построена церковь Матери Божьей. Строительство монастыря продолжалось с конца XVII до середины XVIII века  при королях Педру II, Жуане V и Жозе I. В 1834 году монастырь был закрыт.
С 26 сентября 1980 года в помещении монастыря был расположен Национальный музей керамики.

## Современное положение
В данное время на территории  монастыря находятся  Национальный музей керамики и общежитие «ISCTE - Instituto Universitário de Lisboa».